# Mesnac
Mesnac ist eine südwestfranzösische Gemeinde mit 408 Einwohnern (Stand: 1. Januar 2022) im Département Charente in der Region Nouvelle-Aquitaine. Sie gehört zum Arrondissement Cognac und zum Kanton Cognac-1. Die Einwohner werden Mesnacais genannt.

## Lage
Mesnac liegt etwa neun Kilometer nördlich des Stadtzentrums von Cognacs. Der Fluss Antenne verläuft im Westen der Gemeinde. Umgeben wird Mesnac von den Nachbargemeinden Le Seure im Norden, Mons im Norden und Nordosten, Val-de-Cognac mit Cherves-Richemont im Osten und Süden sowie Val-de-Cognac mit Saint-Sulpice-de-Cognac im Westen.

## Bevölkerungsentwicklung
| Jahr                       | 1962 | 1968 | 1975 | 1982 | 1990 | 1999 | 2006 | 2019 |
| Einwohner                  | 469  | 491  | 434  | 495  | 495  | 512  | 506  | 409  |
| Quellen: Cassini und INSEE |      |      |      |      |      |      |      |      |

## Sehenswürdigkeiten
- Kirche Saint-Pierre
- Schloss Mesnac aus dem 18. Jahrhundert

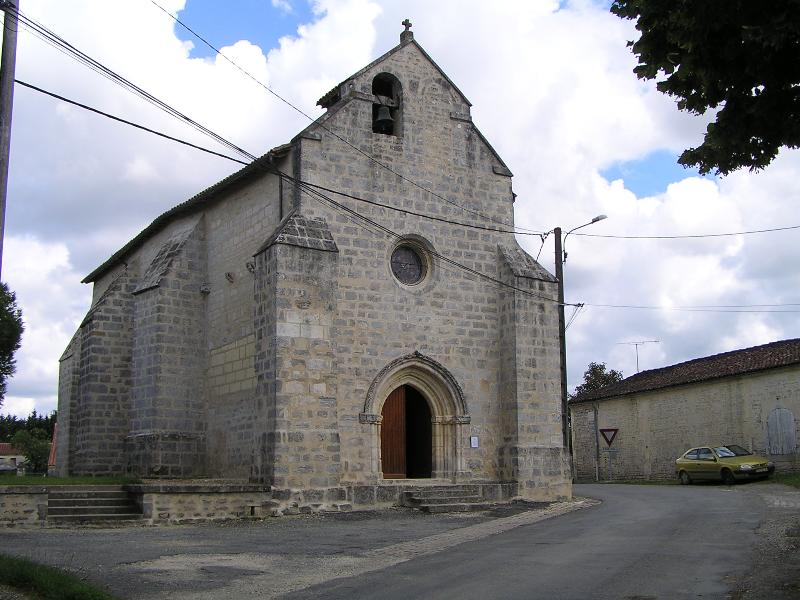
Kirche Saint-Pierre
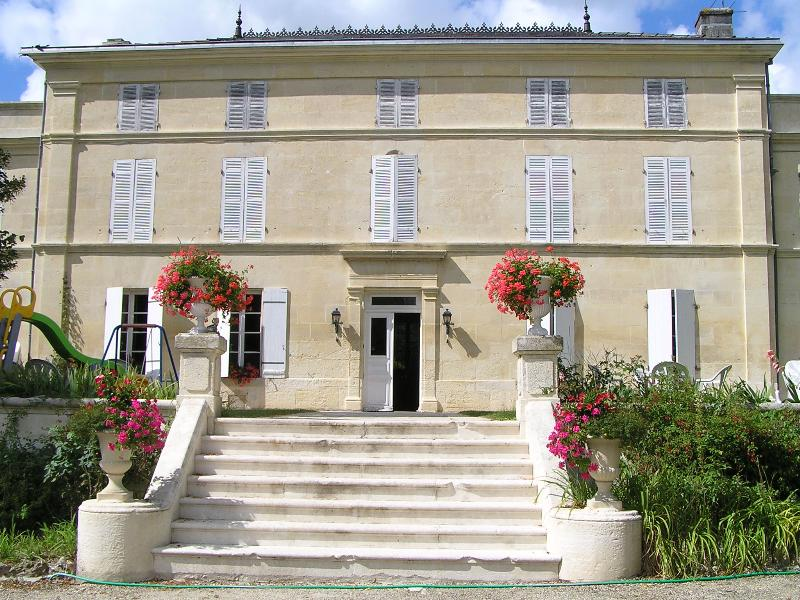
Schloss Mesnac